# Gamla Uppsala församling
Gamla Uppsala församling är en församling i Uppsala pastorat i  Uppsala kontrakt i Uppsala stift. Församlingen ligger i Uppsala kommun i Uppsala län.

## Administrativ historik
Församlingen har medeltida ursprung. Församlingen utgjorde till 2014 ett eget pastorat förutom under perioden mellan 1 maj 1924 och 1962 då den var moderförsamling i pastoratet Gamla Uppsala och Ärentuna. Från 2014 ingår församlingen i Uppsala pastorat. 

## Areal
Gamla Uppsala församling omfattade den 1 november 1975 (enligt indelningen 1 januari 1976) en areal av 40,1 kvadratkilometer, varav 39,6 kvadratkilometer land.

## Kyrkoherdar
| Ämbetstid | Namn                   | Levnadstid | Övrigt                               |
| --------- | ---------------------- | ---------- | ------------------------------------ |
| 1606-1625 | Thorsten Thorbjörnsson |            |                                      |
| 1626-1646 | Simon Olai             | -1646      |                                      |
| 1646-1673 | Lars Fornelius         | 1606-1673  |                                      |
| 1673-1674 | Georgius Berelius      | 1641-1674  |                                      |
| 1676-1679 | Magnus Celsius         | 1621-1679  |                                      |
| 1679-1692 | Henric Schütz          |            | Senare domprost.                     |
| 1693-1703 | Ericus Petri Ljung     | -1716      | Kontraktsprost.                      |
| 1703-1711 | Johan Esberg           | 1665-1734  | Senare superintendent i Visby stift. |
| 1712-1729 | Daniel Lundius         | 1666-1747  | Senare biskop i Strängnäs stift.     |
| 1729-1736 | Petrus Schyllberg      | 1669-1743  | Senare biskop i Skara stift.         |
| 1737-1745 | Anders Winbom          | 1687-1745  |                                      |
| 1745-1747 | Petrus Ullén           | 1700-1747  |                                      |
| 1747-1769 | Gabriel Mathesius      | -1772      |                                      |
| 1771-1779 | Eric Hesselgren        | 1715-1803  | Senare biskop i Härnösands stift.    |
| 1779-1789 | Johan Floderus         | 1721-1789  |                                      |
| 1790-1829 | Samuel Ödmann          | 1750-1829  |                                      |
| 1831-1834 | Carl Georg Rogberg     | 1789-1834  | Kontraktsprost.                      |
| 1835-     | Anders Erik Knös       | 1801-1862  |                                      |

### Komministrar
| Ämbetstid | Namn                     | Levnadstid | Övrigt                                    |
| --------- | ------------------------ | ---------- | ----------------------------------------- |
| 1642      | Marcus Israelis          |            |                                           |
| 1652-1675 | Ericus Andreae Piscarius |            | Senare kyrkoherde i Ärentuna församling.  |
| 1675-1677 | Johan Wretman            | -1677      |                                           |
| 1681-1709 | Andreas Frödling         |            | Senare kyrkoherde i Viksta församling.    |
| 1709-1726 | Anders Högbom            |            | Senare kyrkoherde i Lena församling.      |
| 1726-1733 | Anders Hallerström       |            | Senare kyrkoherde i Viksta församling.    |
| 1733-1749 | Johan Hedström           |            | Senare kyrkoherde i Harbo församling.     |
| 1749-1759 | Olof Noraenius           |            | Senare kyrkoherde i Skuttunge församling. |
| 1759-1782 | Michael Söderstedt       |            | Senare kyrkoherde i Ärentuna församling.  |
| 1783-1784 | Anders Nyström           | 1746-1784  |                                           |
| 1784-1806 | Pehr Ekelöf              |            | Senare kyrkoherde i Mo församling.        |
| 1806-1810 | Sven Johan Wijkman       | 1759-1810  |                                           |
| 1811-1812 | Johan Wahlrot            |            | Senare kyrkoherde i Årsunda församling.   |
| 1813-1817 | Jacob Hollstrand         |            | Senare kyrkoherde i Vidbo församling.     |
| 1818-     | Olof Fredric Elgklou     | 1776-      |                                           |

## Organister
| Ämbetstid | Namn                   | Levnadstid | Övrigt    |
| --------- | ---------------------- | ---------- | --------- |
| 1961–1964 | Elsa Ingeborg Backvall | 1917–1996  | Organist. |

## Kyrkor
- Gamla Uppsala kyrka
- Tunabergskyrkan
- Lötenkyrkan